# Бернар I (граф Арманьяк)
Бернар I Косий (фр. Bernard Ier Le Louche; д/н — 995) — 1-й граф Арманьяк в 960—995 роках. Засновник Дому Арманьяк.

## Життєпис
Походив з Гасконського дому, лінії Фезансак. Онук Гарсії II, герцога Гасконі. Молодший син Вільгельма I, графа Фезансак. Про дату народження й молоді роки замало відомостей.
Близько 960 року після смерті батька успадкував кантони Ріскль, Еньян, Ногаро і Казобон, які разом стали зватися графство Арманьяк. Також розділив місто Ош з братом Одо, графом Фезансак.
За якісь гріхи зобов'язався здійснити прощу до Єрусалиму, проте з невідомих причин не зміг цього зробити. Замість цього зафундував монастир Сен-Оренс в Оші. У 985 році після смерті брата став регентом за свого небіжа Бернара I в графстві Фезансак. Помер близько 995 року. Йому спадкував син Жеро I.

## Родина
Дружина —Емеріна
Діти:
- Жеро (д/н—1014/1020), граф Арманьяк